# 2020 NBA Draft
Po raz pierwszy w historii 2020 NBA Draft – National Basketball Association Draft, który odbył się wirtualnie. Komisarz NBA Adam Silver odczytywał wybory w studiu ESPN, wybierani zawodnicy przebywali we własnych lokalizacjach.
2020 NBA Draft – National Basketball Association Draft, który odbył się 18 listopada 2020 roku, z numerem 1 Minnesota Timberwolves wybrała Anthony’ego Edwardsa.

## Draft
| PG    | Rozgrywający                        |
| SG    | Rzucający obrońca                   |
| SF    | Niski skrzydłowy                    |
| PF    | Silny skrzydłowy                    |
| C     | Środkowy                            |
| (Fr.) | freshman – zawodnik pierwszego roku |
| (So.) | sophomore – zawodnik drugiego roku  |
| (Jr.) | junior – zawodnik trzeciego roku    |
| (Sr.) | senior – zawodnik ostatniego roku   |

### Pierwsza runda
| Wybór | Zawodnik           | Pozycja | Narodowość        | Drużyna                                      | Uczelnia / poprzedni klub      |
| ----- | ------------------ | ------- | ----------------- | -------------------------------------------- | ------------------------------ |
| 1     | Anthony Edwards    | SG      | Stany Zjednoczone | Minnesota Timberwolves                       | Georgia (Fr.)                  |
| 2     | James Wiseman      | C       | Stany Zjednoczone | Golden State Warriors                        | Memphis (Fr.)                  |
| 3     | LaMelo Ball        | PG      | Stany Zjednoczone | Charlotte Hornets                            | Illawarra Hawks (Australia)    |
| 4     | Patrick Williams   | SF      | Stany Zjednoczone | Chicago Bulls                                | Florida State (Fr.)            |
| 5     | Isaac Okoro        | SF      | Stany Zjednoczone | Cleveland Cavaliers                          | Auburn (Fr.)                   |
| 6     | Onyeka Okongwu     | PF      | Stany Zjednoczone | Atlanta Hawks                                | USC (Fr.)                      |
| 7     | Killian Hayes      | PG      | Francja           | Detroit Pistons                              | Ratiopharm (Niemcy)            |
| 8     | Obi Toppin         | PF      | Stany Zjednoczone | New York Knicks                              | Dayton (So.)                   |
| 9     | Deni Avdija        | SF      | Izrael            | Washington Wizards                           | Maccabi Tel Awiw (Izrael)      |
| 10    | Jalen Smith        | PF      | Stany Zjednoczone | Phoenix Suns                                 | Maryland (So.)                 |
| 11    | Devin Vassell      | SF      | Stany Zjednoczone | San Antonio Spurs                            | Florida State (So.)            |
| 12    | Tyrese Haliburton  | PG      | Stany Zjednoczone | Sacramento Kings                             | Iowa State (So.)               |
| 13    | Kira Lewis Jr      | PG      | Stany Zjednoczone | New Orleans Pelicans                         | Alabama (So.)                  |
| 14    | Aaron Nesmith      | SF      | Stany Zjednoczone | Boston Celtics                               | Vanderbilt (So.)               |
| 15    | Cole Anthony       | PG      | Stany Zjednoczone | Orlando Magic                                | North Carolina (Fr.)           |
| 16    | Isaiah Stewart     | C       | Stany Zjednoczone | Portland Trail Blazers                       | University of Washington (Fr.) |
| 17    | Aleksej Pokuševski | PF      | Serbia            | Minnesota Timberwolves                       | Olympiacos (Grecja)            |
| 18    | Josh Green         | SG      | Australia         | Dallas Mavericks                             | Arizona (Fr.)                  |
| 19    | Saddiq Bey         | SF      | Stany Zjednoczone | Detroit Pistons od Brooklyn Nets             | Villanova (So.)                |
| 20    | Precious Achiuwa   | PF      | Nigeria           | Miami Heat                                   | Memphis (Fr.)                  |
| 21    | Tyrese Maxey       | PG      | Stany Zjednoczone | Philadelphia 76ers                           | Kentucky (Fr.)                 |
| 22    | Zeke Nnaji         | C       | Stany Zjednoczone | Denver Nuggets                               | Arizona (Fr.)                  |
| 23    | Leandro Bolmaro    | SF      | Argentyna         | Minnesota Timberwolves od New York Knicks    | FC Barcelona (Hiszpania)       |
| 24    | R.J. Hampton       | PG      | Stany Zjednoczone | Milwaukee Bucks                              | New Zealand Breakers           |
| 25    | Immanuel Quickley  | SG      | Stany Zjednoczone | New York Knicks od Oklahoma City Thunder     | Kentucky (So.)                 |
| 26    | Payton Pritchard   | PG      | Stany Zjednoczone | Boston Celtics                               | Oregon (Sr.)                   |
| 27    | Udoka Azubuike     | C       | Nigeria           | Utah Jazz                                    | Kansas (Sr.)                   |
| 28    | Jaden McDaniels    | SF      | Stany Zjednoczone | Minnesota Timberwolves od Los Angeles Lakers | Washington (Sr.)               |
| 29    | Malachi Flynn      | PG      | Stany Zjednoczone | Toronto Raptors                              | San Diego State (Jr.)          |
| 30    | Desmond Bane       | SG      | Stany Zjednoczone | Boston Celtics                               | TCU (Sr.)                      |

### Druga runda
| Wybór | Zawodnik         | Pozycja | Narodowość        | Drużyna                                                                         | Uczelnia / poprzedni klub |
| ----- | ---------------- | ------- | ----------------- | ------------------------------------------------------------------------------- | ------------------------- |
| 31    | Tyrell Terry     | PG      | Stany Zjednoczone | Dallas Mavericks (od Golden Stat)                                               | Stanford (Fr.)            |
| 32    | Vernon Carey     | PF      | Stany Zjednoczone | Charlotte Hornets (od Cleveland przez Portland, Orlando i Los Angeles Clippers) | (Fr.)                     |
| 33    | Daniel Oturu     | C       | Stany Zjednoczone | Minnesota Timberwolves (sprzedany do Los Angeles Clippers)                      | (Fr.)                     |
| 34    | Théo Maledon     | PG      | Francja           | Philadelphia 76ers (od Atlanty)                                                 | (So.)                     |
| 35    | Xavier Tillman   | PF      | Stany Zjednoczone | Sacramento Kings                                                                | (Jr.)                     |
| 36    | Tyler Bey        | SF      | Stany Zjednoczone | Philadelphia 76ers                                                              | (Jr.)                     |
| 37    | Vít Krejčí       | PG      | Czechy            | Washington Wizards                                                              |                           |
| 38    | Saben Lee        | PG      | Stany Zjednoczone | Utah Jazz                                                                       | (Jr.)                     |
| 39    | Elijah Hughes    | SF      | Stany Zjednoczone | New Orleans Pelicans                                                            | (Jr.)                     |
| 40    | Robert Woodard   | SF      | Stany Zjednoczone | Memphis Grizzlies )                                                             | (So.)                     |
| 41    | Tre Jones        | PG      | Stany Zjednoczone | San Antonio Spurs                                                               | (So.)                     |
| 42    | Nick Richards    | C       | Jamajka           | New Orleans Pelicans (wymieniony do Charlotte)                                  | (Jr.)                     |
| 43    | Jahmi’us Ramsey  | SG      | Stany Zjednoczone | Sacramento Kings                                                                | (Fr.)                     |
| 44    | Marko Simonović  | C       | Czarnogóra        | Chicago Bulls                                                                   |                           |
| 45    | Jordan Nwora     | SF      | Nigeria           | Milwaukee Bucks                                                                 | (Jr.)                     |
| 46    | C.J. Elleby      | SG      | Stany Zjednoczone | Portland Trail Blazers                                                          | (So.)                     |
| 47    | Yam Madar        | PG      | Izrael            | Boston Celtics                                                                  |                           |
| 48    | Nico Mannion     | PG      | Włochy            | Golden State Warriors                                                           | (Fr.)                     |
| 49    | Isaiah Joe       | SG      | Stany Zjednoczone | Philadelphia 76ers                                                              | (Sr.)                     |
| 50    | Skylar Mays      | PG      | Stany Zjednoczone | Atlanta Hawks                                                                   | (Sr.)                     |
| 51    | Justinian Jessup | PG      | Stany Zjednoczone | Golden State Warriors                                                           | (Sr.)                     |
| 52    | Kenyon Martin    | SG      | Stany Zjednoczone | Sacramento Kings                                                                |                           |
| 53    | Cassius Winston  | PG      | Stany Zjednoczone | Oklahoma City Thunder                                                           | (Sr.)                     |
| 54    | Cassius Stanley  | SG      | Stany Zjednoczone | Indiana Pacers                                                                  | (Fr.)                     |
| 55    | Jay Scrubb       | SG      | Stany Zjednoczone | Brooklyn Nets                                                                   | (So.)                     |
| 56    | Grant Riller     | PG      | Stany Zjednoczone | Charlotte Hornets                                                               | (Sr.)                     |
| 57    | Reggie Perry     | PF      | Stany Zjednoczone | Los Angeles Clippers                                                            | (So.)                     |
| 58    | Paul Reed        | PF      | Stany Zjednoczone | Philadelphia 76ers                                                              | (Jr.)                     |
| 59    | Jalen Harris     | SG      | Stany Zjednoczone | Toronto Raptors                                                                 | (Jr.)                     |
| 60    | Sam Merrill      | SG      | Stany Zjednoczone | New Orleans Pelicans (od Milwaukee sprzedany do Milwaukee)                      | (Sr.)                     |